# Knut B. Westman

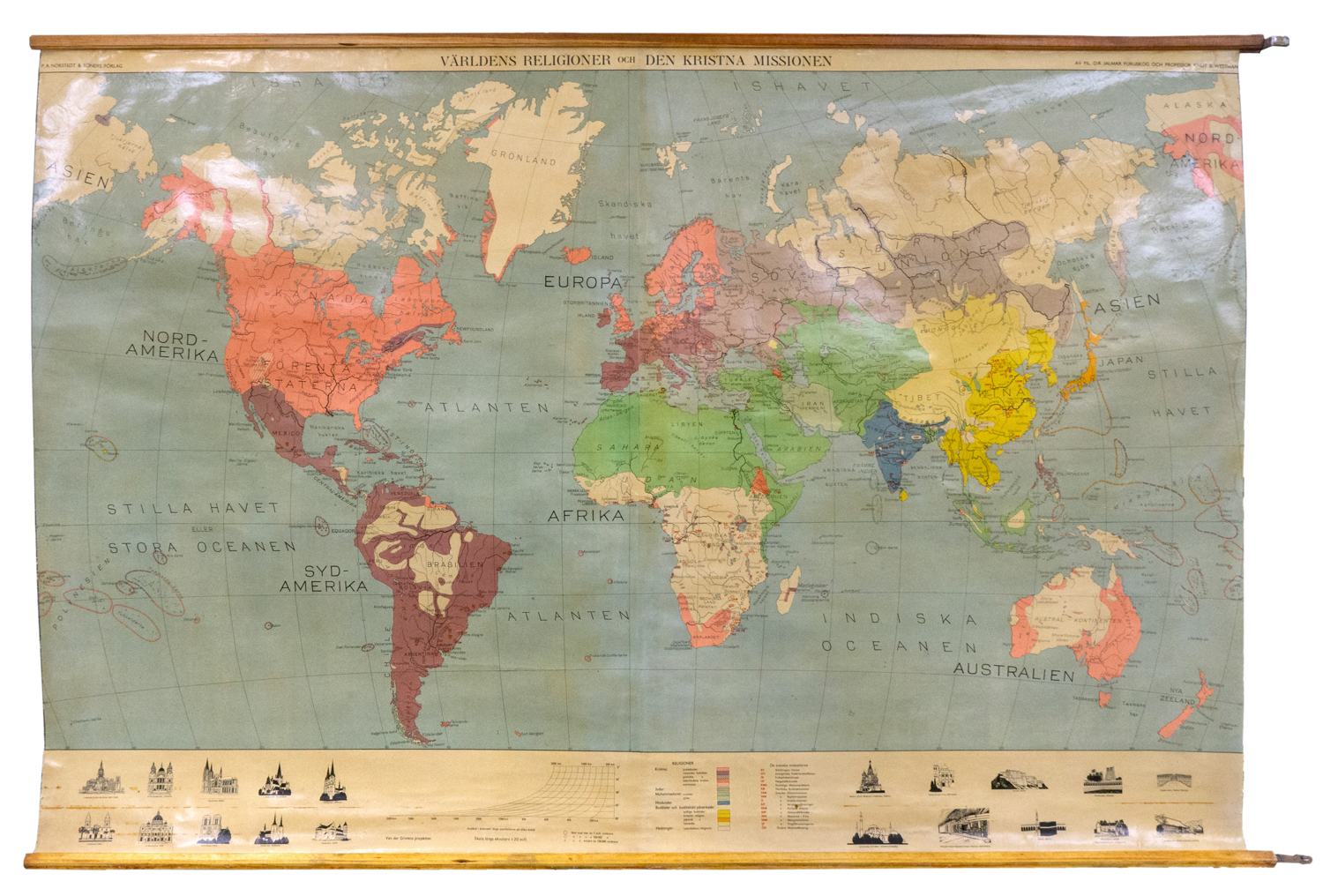
Rullad klassrumskarta, en temakarta över "Väldens religioner och kristna missionen" efter Jalmar Furuskog och Knut B. Westman, från Sörmlands museums samlingar och tidigare i Vasaskolan i Strängnäs. Tryck på vaxat papper och monterat på textil. 2,10 meter x 1,40 meter. Utgiven av P.A. Norstedt & Söner, 1900-talets första hälft.

Knut Bernhard Westman, född 10 mars 1881 i Härnösand, död 20 oktober 1967 i Uppsala, var en svensk kyrkohistoriker och professor.

## Biografi
Knut B. Westman blev 1902 filosofie och 1905 teologie kandidat. År 1910 blev han teologie licentiat, 1911 docent i kyrkohistoria, 1915 teologie doktor – allt vid Uppsala universitet. Han prästvigdes 1917, samt fick professors namn, heder och värdighet 1920, och samma år uppfördes han på förslag till biskop i Visby. 
Han gjorde sig känd som en mycket betydande medeltidsforskare genom arbetena Birgittastudier I (1911) och Den svenska kyrkans utveckling från S:t Bernhards tidevarv till Innocentius III:s (1915). Därefter kom det stora arbetet Reformationens genombrottsår i Sverige (1918). Han skrev även inledningarna till den moderna editionen av Olaus Petris samlade skrifter (1914–1918).
Åren 1914–1919 var Westman sekreterare i Kyrkohistoriska föreningen. Han var också en drivande kraft i Sveriges kristliga studentrörelse och under flera år medredaktör för Vår lösen. Likaså anlitades han för det internationella andliga samarbetet under och efter första världskriget och var sekreterare i den svenska avdelningen av Världsförbundet för mellanfolkligt samförstånd genom kyrkosamfunden. 
Även åt den yttre missionen ägnade han tidigt intresse och författarskap och sändes våren 1920 av Svenska kyrkans missionsstyrelse till Kina för att bland annat organisera ett svenskt gymnasium som grundval för ett svenskt universitet där. Han blev 1923 rektor för den då inrättade lutherska högskolan i Taohualuen, provinsen Hunan. 
År 1930 blev han professor vid teologiska fakulteten i Uppsala, i missionshistoria och ostasiatisk religionshistoria. År 1931 stod han på ärkebiskopsförslag efter Nathan Söderblom tillsammans med Erling Eidem och Tor Andrae (ett rent professorsförslag). Han blev emeritus 1948.